# Burlington (Texas)
Burlington è una comunità non incorporata degli Stati Uniti d'America della contea di Milam nello Stato del Texas.

## Geografia fisica
Burlington si trova sulla U.S. Route 77 dieci miglia a nord di Cameron, nel nord della contea di Milam.